# 迪美亞球場
迪美亞球場（荷蘭語發音：[də ˈmeːr ˈstaːdijɔn]）是阿姆斯特丹阿賈克斯足球俱樂部的前主場。由於俱樂部的前一個主場太小，本球場在1934年啟用。
截至球場停用止，球場設計上可容納2萬2千位觀眾，彈性狀況下可容納2萬9千5百位觀眾。後續增加的安全設施要求緩慢地減少這個數字到1萬9千人。